# Anisozyga reducta
Anisozyga reducta är en fjärilsart som beskrevs av W. Warren 1912. Anisozyga reducta ingår i släktet Anisozyga och familjen mätare. Inga underarter finns listade i Catalogue of Life.